# Jankovští z Vlašimi
Jankovští z Vlašimi jsou někdejší rytířský a od roku 1615 panský český rod. Svůj přídomek odvozovali od středočeského městečka Jankov a přídomek podle nedalekého města Vlašim, respektive zdejšího stejnojmenného hradu (dnes zámku). Později se rozdělil na několik větví a přesídlila na Moravu, kde rod v 18. století vymřel.
První rytíři, kteří používali přídomek z Vlašimi a erb orlice, nebyli nijak rodově spřízněni s pražskými měšťany, kteří drželi Vlašim na konci 14. století a staly se předky Jenštejnů z Vlašimi erbu supích hlav. Je také otázkou, zda patřili do velkého starobylého rozrodu Janoviců znaku orlice.

## Historie

### Počátky rodu
Šlechtic Markvart z Vlašimi je uveden v souvislosti s kanonizací Anežky Přemyslovny. Hynek z Vlašimi, syn Markvart, postavil v roce 1318 ve Vlašimi pevnost. Jaroš a Mařík z Vlašimi provázeli na výpravách na evropská bojiště Jana Lucemburského, po jedné z bitev byli pasováni na rytíře. Maříkův syn Hron padl spolu s králem Janem Lucemburským v bitvě u Kresčaku. Erbu orlice byli i Hynek (1353) a Beneš (1363). 
I když jsou tito někdy spojováni s pozdějšími držiteli hradu Vlašim, v dobových pramenech neexistuje doklad o rodové spřízněnosti, byť Bohumír Červinka přináší určité argumenty proti tomuto tvrzení.
 

V roce 1363 totiž koupil hrad Vlašim bohatý pražský měšťan Michal, který se od té doby začal psát Michal z Vlašimi. Hrad zřejmě držel společně s bratrem Janem Očkem, protože i on posléze začal používat přídomek z Vlašimi. Otcem Michala a Jana Očka byl Jan z Kamenice (Kamenec ve Slezsku; nepravděpodobně Saská Kamenice), písař ve službách krále Jana Lucemburského, který se usadil v Praze. Kromě Michala a Jana Očka měl ještě syna Pavla, kterému někteří autoři později rovněž přisoudili přídomek z Vlašimi, v soudobých pramenech se tak ale nikdy nepsal. Do roku 1368 to byl Pavel z Prahy, potom koupil hrad Jenštejn a založil rod pánů z Jenštejna. Všichni tito Jenštejnové z Vlašimi byli erbu stříbrného (bílého) štítu se dvěma červenými supími hlavami, který zřejmě bratři používali už jako pražští měšťané. Tento rod Jenštejnů z Vlašimi vymřel začátkem 16. století na Moravě, kde byl Jan z Vlašimi v roce 1405 členem zemského soudu a za své služby obdržel v roce 1416 od krále Václava hrad Úsov. Jiří z Vlašimi na  Úsově v letech 1516–1520 působil jako podkomoří markrabství moravského.

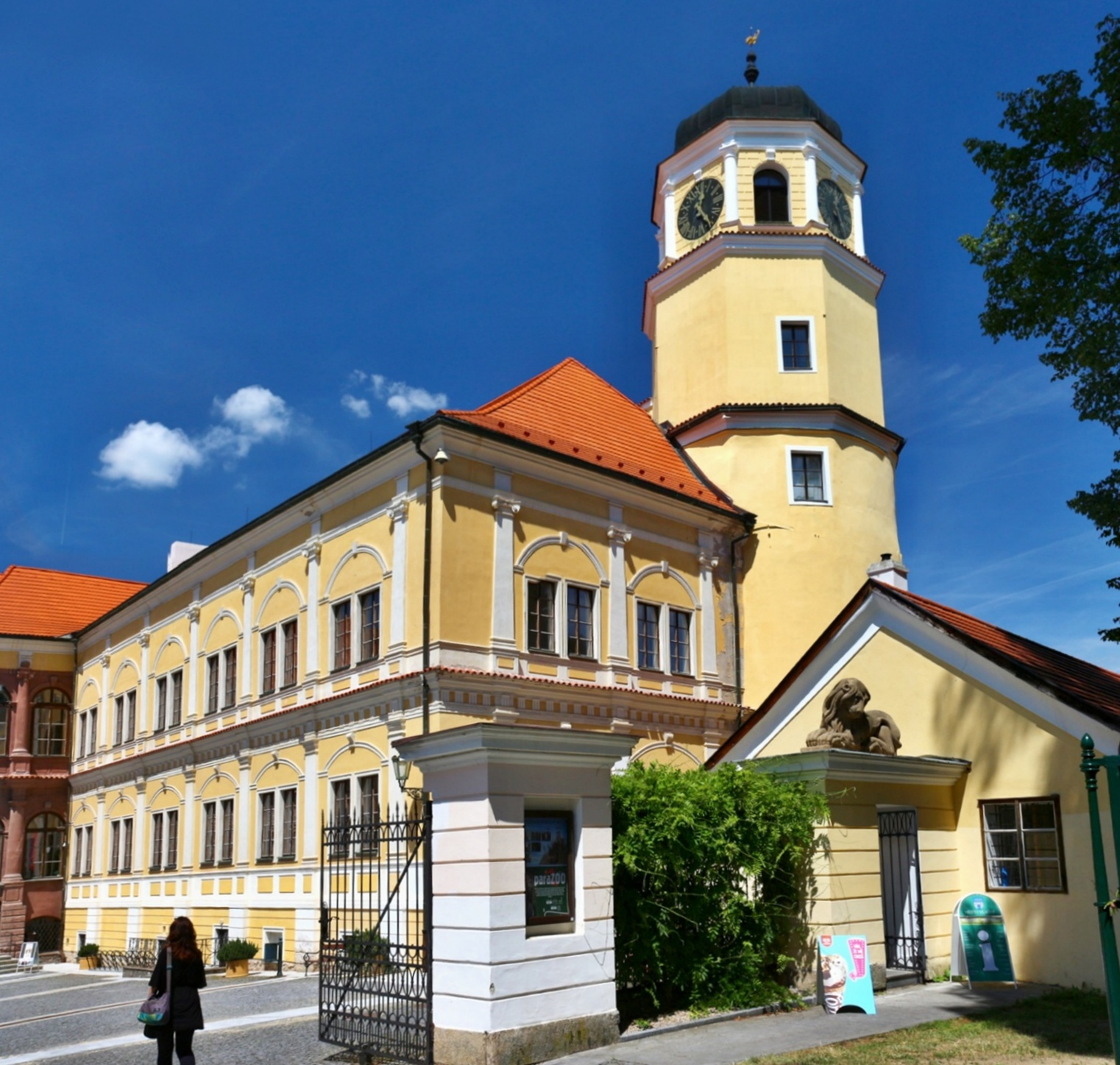
Vlašimský zámek v místě bývalého hradu a někdejšího sídla obou rodů.

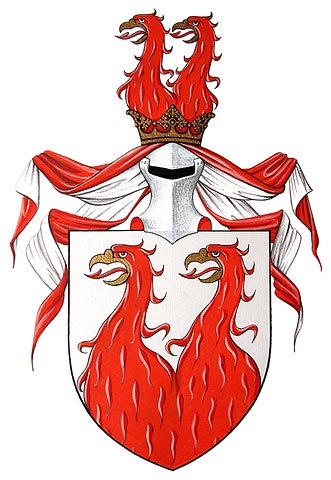
Erb (supích hlav) vymřelých Jenštejnů z Vlašimi, který roku 1615 připojili ke svému erbu (orlice) Jankovští z Vlašimi, již také vymřelí.

Čéč z Jankova zakládá větev Jankovských z Vlašimi (erbu orlice) v Nemyčevsi a Tuři v severních Čechách. V letech 1488 až 1490 byl Václav Čéč z Nemyčevsi purkrabím Pražského hradu. Jan Čéč z Nemyčevsi (+1508) se stal stolníkem českého a uherského krále Vladislava Jagellonského. Tato rodová linie skončila smrtí Václava Zikmunda z Nemyčevsi v roce 1513. Matěj z Jankova (1360) bývá považován za původce větve Jankovských z Vlašimi na Moravě. 

### Moravská panství
V 15. století Jankovští z Vlašimi prodali statky v Čechách a usídlili se na Moravě.  V roce 1615 byli povýšeni do panského stavu bratři Fridrich a Volf Zikmund Jankovský z Vlašimi z bítovské větve a bratři Adam a Jiřík Jankovský z Vlašimi z linie rešické. Volfa Zikmunda zvolili za stavovského povstání dodatečně členem direktorské vlády. Než se stačil zodpovědět císaři Ferdinandovi II. z účasti na povstání, roku 1622 zemřel. Jeho bratr Fridrich bojoval na císařově straně, k bítovskému panství poté koupil i Jemnici.
Fridrichův syn Hynek se stal císařským radou Ferdinanda III. Císařský komorník Maxmilián Arnošt II. z Vlašimi (1665–1736) se od dob studií ve Vídni přátelil s Josefem I., později se stal tajným dvorním radou. Oženil se s vdovou po Adamovi hraběti Zrinském, Marií Kateřinou, rozenou hraběnkou z Lamberka (1664–1717). Díky tomuto sňatku získal knihovnu rodu Zrinských, kterou přestěhoval na Bítov. Své dcery provdal za členy rodů Daunů a Kouniců. Snažil se pro sebe a svůj rod získat titul říšského hraběte. Jestli tato snaha vedla k cíli, je sporné, některá novější literatura uvádí stav říšských hrabat, avšak v archivu České dvorské kanceláře se žádné důkazy o tom nenacházejí. Tento titul lze najít již před svatbou s hraběnkou Zrinskou, mohl jej používat jako tzv. zdvořilostní. Po smrti Josefa I. ztratil vyhlídky na povýšení a zemřel bez mužského dědice, čímž bítovská větev vymřela po meči.
František Antonín Jankovský z Vlašimi (1690–1752) pocházel z rešické linie rodu a soudně usiloval o získání Bítova pro svoji větev a děti svého bratra Jana Antonína (1692–9. června 1740). Povedlo se mu to v roce 1752, po několika měsících však zemřel a děti obou bratrů osiřely. Roku 1755 udělila císařovna Marie Terezie bítovské panství rakouským příbuzným bítovské větve, rodu Daunů. Syn Jana Antonína, Jan Václav Jankovský z Vlašimi (1729–1775), působil jako voják během sedmileté války. Jím spolehlivé (matriční) zprávy o rodu končí a rod je od konce 18. století oficiálně považovaný za vymřelý (titul zanikl), a proto již rod neuvádí ani oficiální Almanach českých šlechtických rodů.

## Erb

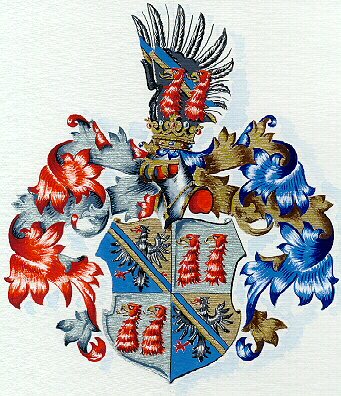
Od roku 1615 ve čtvrceném štítě spojené erby Jankovských z Vlašimi (orlice) a Jenštejnů z Vlašimi (supí hlavy).

Rodovým znakem byla černá orlice ve zlato-modře kosmo děleném štítě, přeložená kosmým břevnem opačných tinktur. Při  povýšení do panského (baronského) stavu roku 1615 spojili svůj erb ve čtvrceném štítě se znakem červených supích hlav ve stříbrných polích vymřelých pánů z Jenštejna a Vlašimi, na základě shodného predikátu a domnělém společném původu.

## Příbuzenstvo
Spojili se s pány z Kunštátu, Zrinskými, Lamberky, Dauny, Šternberky a dalšími českými a moravskými rody.